# تشيدونغ
تشيدونغ (بالصينية: 启东市 )‏ هي مدينة على مستوى مقاطعة، في جمهورية الصين الشعبية، تتبع نانتونغ، تبلغ مساحتها 1,208 كيلومتر مربع، رمزها البريدي هو 226200.

## التقسيمات الإدارية
- Qilong Township [الإنجليزية]‏.

## أعلام
- لي زياومينغ